# I-58
I-58 — подводная лодка (ПЛ) ВМС Японии. Принадлежала к «типу В», вошла в строй осенью 1944 года. Была оборудована для несения торпед «Кайтэн», управляемых смертниками. Активно действовала в завершающий период войны на Тихом океане, проведя значительное количество атак. В ночь с 29 на 30 июля 1945 года в Филиппинском море потопила американский тяжёлый крейсер «Индианаполис». После войны была затоплена.

## Постройка

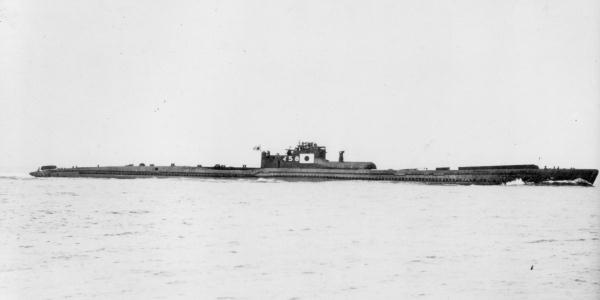
I-58 на ходовых испытаниях в Токийском заливе

I-58 являлась третьей и последней ПЛ в третьей серии крейсерских лодок «типа В». Она была заложена на верфи Морского арсенала в Курэ в декабре 1942 года, спущена на воду в октябре 1943 года, в строй вошла в сентябре 1944 года. Вооружение, как и у остальных ПЛ данного проекта, составили 6 торпедных аппаратов (все — носовые) с боезапасом 19 торпед, одно облегченное 140-мм орудие и два 25-мм зенитных автомата. ПЛ была снабжена гидросамолётом E14Y, который во время похода размещался в прочном ангаре на верхней палубе спереди рубки. Посадка самолёта предусматривалась на воду, затем он поднимался с помощью крана обратно в ангар. Отличием I-58 и двух других лодок третьей серии «типа В» являлась увеличенная дальность плавания — 21 тыс. миль по сравнению с 16 тыс..
Командиром ПЛ стал капитан-лейтенант Мотицура Хасимото (1909—2000), пробывший на этом посту весь срок службы лодки и оставивший ценные воспоминания в виде опубликованной после войны книги «Потопленные». Он, помимо прочего, писал, что I-58 была построена с хорошим запасом прочности: рабочая глубина её погружения была 91,5 м, но испытания показали, что лодка могла выдержать давление воды на глубине до 138 м. Тем не менее, в первый же день испытаний в прочном корпусе ПЛ появилась течь.

## Служба

### Поход к Гуаму

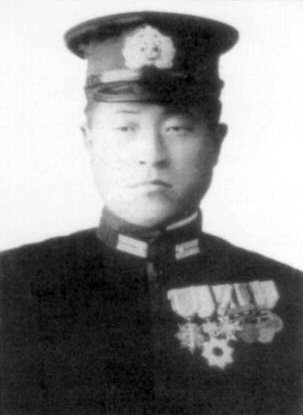
Командир I-58 М. Хасимото

Практически сразу после ввода в строй I-58 была переоборудована для несения четырёх человекоуправляемых (пилотируемых смертниками) торпед «Кайтэн». Их планировалось, как и в случае с другими ПЛ — носителями, устанавливать на верхней палубе. Чтобы получить достаточно места для их размещения и оборудования помещений для проживания пилотов-смертников, было снято 140-мм орудие. На крыше ангара гидросамолёта была установлена РЛС обнаружения надводных/воздушных целей «типа 22». Лодка получила также РЛС «типа 3», установленную на ходовом мостике. Затем ПЛ была придана Шестому флоту Императорских ВМС для прохождения учебных заданий во Внутреннем Японском море.
8 декабря 1944 года командир лодки получил боевое задание. В составе боевой группы «Конго» I-58, вместе с другими ПЛ (I-36, I-47, I-48, I-53 и I-56) должна была атаковать «Кайтэнами» силы американского флота на Марианских и Каролинских островах. В частности, I-58 должна была 11 января выйти к о. Гуам и действовать там. 19—24 декабря ПЛ отрабатывала учебные пуски «Кайтэнов», а 31 декабря получила четыре «Кайтэна» уже в качестве вооружения и направилась к Гуаму. Она вышла в район острова 6 января 1945 года. Там на ПЛ были получены данные воздушной разведки, утверждавшие, что на Гуаме в базе Апра базируются семь американских кораблей, в том числе эскортный авианосец, и 28 транспортных судов. Было решено провести против этой базы атаку «Кайтэнами» 11 января.
Подойдя на 11 миль к базе, I-58 в промежутке между 03:10 и 03:27 выпустила все четыре «Кайтэна». Одна из человекоторпед вдруг взорвалась вскоре после запуска, видимо из-за технической неисправности, что помешало продолжить наблюдение за базой, чтобы оценить результат атаки. Впрочем, командир сообщил, что несколько позже, отходя от острова, наблюдал два столба дыма, поднимавшиеся над базой. Вернувшись 22 января в Курэ, Хасимото узнал со слов руководства, что результатом его атаки стало потопление авианосца и крупного транспорта, видимо танкера, — что было совершенно ложной информацией, вызванной как ошибочными наблюдениями с I-58, так и неверной их интерпретацией; в действительности же атака оказалась безрезультатной. Столь преувеличенные оценки привели к чрезмерно завышенным ожиданиям командования в отношении применения «Кайтэнов», результаты которого на деле оказались весьма скромными.

### Операция против Улити
В феврале 1945 года I-58 предполагалось задействовать в составе боевой группы «Симбу» в целях удара по американским силам, осуществлявшим высадку на о. Иводзима. После отмены этого плана ПЛ участвовала в попытке японского удара по американскому флоту у атолла Улити (операция «Тан-2»). ПЛ вышла из Курэ 1 марта; во время похода лодка дважды обнаруживала с помощью РЛС американские самолёты и оба раза была вынуждена экстренно погружаться. 7 марта I-58 приблизилась к Улити. Хасимото не обнаружил целей для атаки, поэтому ограничился тем, что выпустил в направлении базы два «Кайтэна» из четырёх, после чего лодка немедленно отошла. Есть и несколько другие сведения: командир, якобы, планировал первоначально нанести удар всеми четырьмя человекоторпедами, но оставил два из них из-за поступившего приказа Шестому флоту свернуть действия в указанном районе. Однако сам Хасимото в своих мемуарах писал, что атаку «Кайтэнами» он вообще не проводил, а поскольку ПЛ ушла от острова в надводном положении, в целях большей безопасности человекоторпеды были попросту выброшены в море без пилотов.
Переместившись после этого к о. Окинотори, подлодка 9—10 марта выполняла роль радиостанции, наводя на Улити по радио группу японских самолётов с лётчиками-камикадзе. Впрочем, почти все камикадзе были сбиты до подхода к атоллу. 16 марта лодка вернулась в Японию.

### Поход к Окинаве

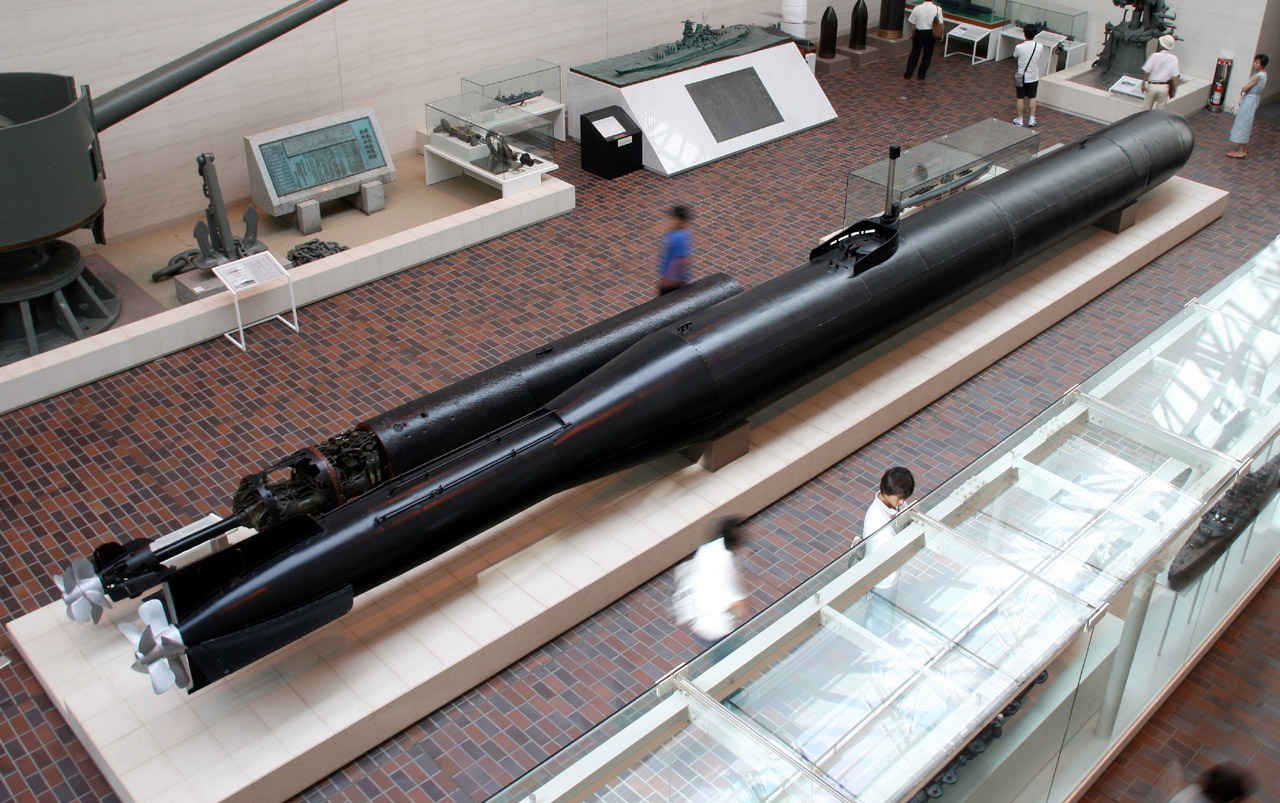
«Кайтэн»; современная полноразмерная модель в музее Юсюкан в Токио

Когда американские силы 1 апреля 1945 года начали операцию по высадке на Окинаву, для действий против них была сформирована боевая группа подлодок «Татара», в которую вошла и I-58. В задачи ей вменялось пройти через противолодочные рубежи у западного побережья Окинавы и использовать там «Кайтэны». ПЛ вышла к острову 1 апреля. Поход проходил в условиях постоянного присутствия в воздухе американской авиации, безраздельно господствовавшей к тому времени на театре военных действий. Каждый день лодка, шедшая в надводном положении, многократно погружалась при приближении самолётов. Однако невзирая на это, I-58 продолжала выполнять задание; этому не помешало и принятое на ПЛ 7 апреля радиосообщение о разгроме японского соединения во главе с линкором «Ямато», шедшего к Окинаве.
Попытки преодолеть противолодочную оборону оказались безуспешными. 10 апреля Хасимото доложил по радио о невозможности прорыва рубежей ПЛО и принял решение об отходе к Гуаму. 21 апреля лодка получила приказ возвращаться в Курэ. 25 апреля она была обнаружена в надводном положении американскими эсминцами и атакована глубинными бомбами. Чтобы уйти из-под удара, I-58 была вынуждена погрузиться до 100 м. 29 апреля подлодка пришла в Японию. После похода ПЛ прошла модернизацию в Курэ — был убран ангар с гидросамолётом, что позволило разместить на палубе ещё два «Кайтэна», РЛС «типа 22» была перемещена на рубку, установлен новый сонар.

### Потопление крейсера «Индианаполис»

#### События 17—28 июля
17 июля лодка вышла в новый поход в составе боевой группы «Тамон», в которую также входили ПЛ I-47, I-53, I-363, I-366 и I-367. Сразу после выхода обнаружилось повреждение перископа одного из «Кайтэнов», поэтому лодке пришлось вернуться в базу и вновь выйти в море только на следующий день. 27 июля I-58 вышла в заданный район на маршруте между Гуамом и о. Лейте и начала патрулирование.
28 июля ПЛ установила гидроакустический контакт с американскими кораблями — крупный танкер (это был «Уайлд Хантер» водоизмещением 6412 т) в охранении эсминца. По ним были выпущены два «Кайтэна». Американцы сообщают, что на танкере заметили перископ, приняли манёвр уклонения, а затем по перископу был открыт огонь из 76-мм орудий, после чего тот исчез. Сильный дождь помешал Хасимото визуально оценить результат атаки, однако он будто бы слышал два взрыва — один через 50 минут после выпуска первой человекоторпеды, другой ещё на десять минут позже. После всплытия лодки он не наблюдал кораблей в районе атаки, что дало ему основание ошибочно считать обе цели уничтоженными.

#### Гибель «Индианаполиса»

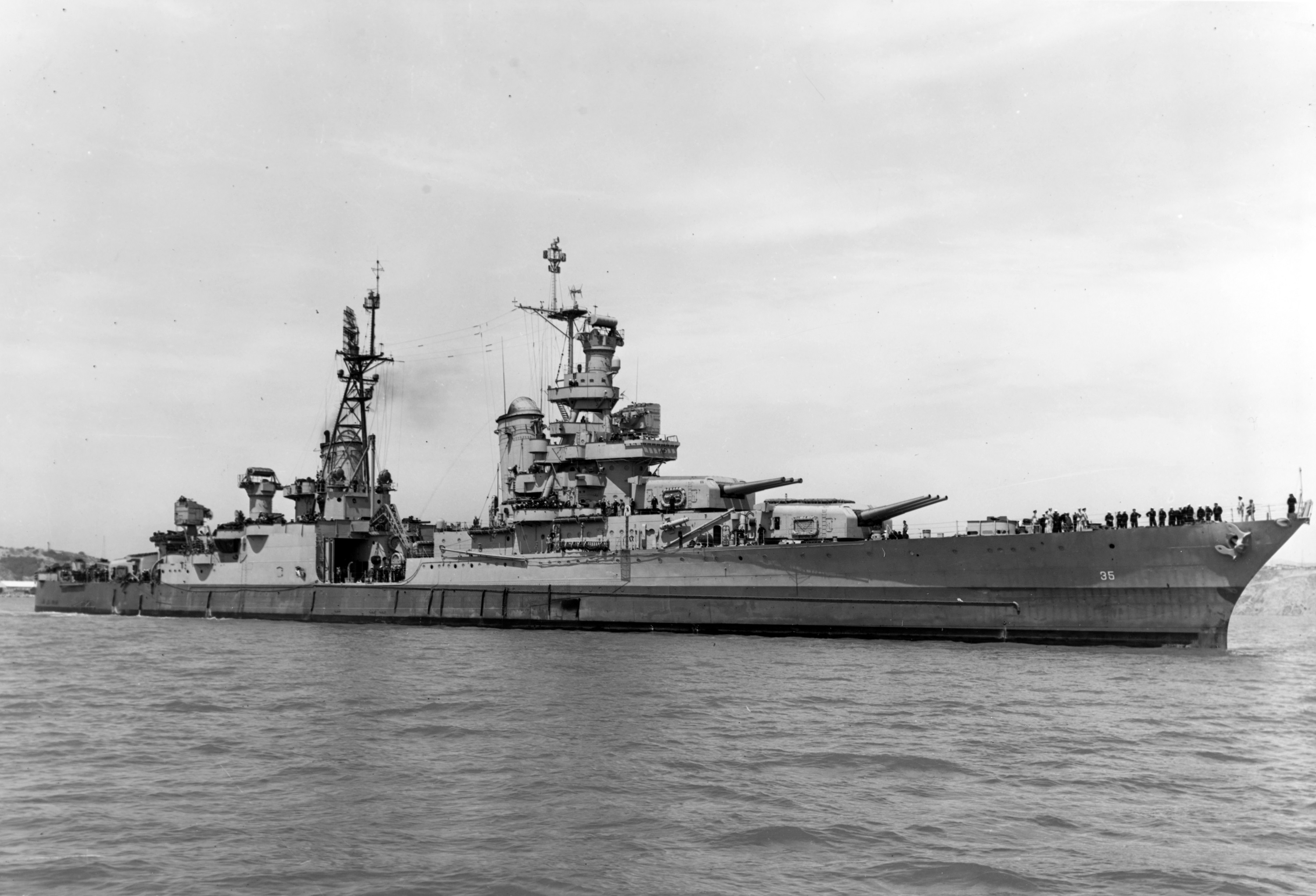
«Индианаполис» в базе в США 10 июля 1945 года

Американский тяжёлый крейсер «Индианаполис» 28 июля вышел из базы на Гуаме и направлялся к Лейте (корабль выполнил совершенно секретное задание по доставке на о. Тиниан компонентов атомной бомбы, предназначенной для бомбардировки Хиросимы). Крейсер не был оборудован сонаром, что повышало его уязвимость при возможной подводной атаке, тем не менее просьба командира о выделении эсминцев охранения была отвергнута по соображениям секретности; уровень секретности был таков, что даже сам командир, капитан Чарльз Маквэй не был информирован о том, какой груз его корабль доставил на Тиниан. Вечером 29 июля «Индианаполис» шёл 17-узловым ходом, выполняя противолодочный зигзаг. Однако ввиду плохой видимости командир крейсера приказал отменить зигзагирование.
Около 23:05, когда I-58 находилась в надводном положении, на ней был визуально замечен «Индианаполис», ошибочно опознанный как линкор «Айдахо». В 23:09 Хасимото отдал приказ на погружение и решил атаковать. До настоящего времени спорным остаётся вопрос, какие торпеды использовала I-58 при этой атаке — обычные или «Кайтэны». Сам же Хасимото утверждал, что применял обычные торпеды и даже не предполагал использовать «Кайтэны», невзирая на просьбы их пилотов, но некоторые американские военные придерживались иной точки зрения, считая, что Хасимото по каким-то причинам скрывал правду. В пользу версии о «Кайтэнах» они приводят то, что время хода торпед до крейсера составило несколько минут, что возможно лишь при применении человекоторпед, обычные же торпеды дошли бы до цели за 40 секунд. Интересно, что серьёзные советские источники 1980-х годов утверждали, что «Индианаполис» был уничтожен именно с применением «Кайтэнов»

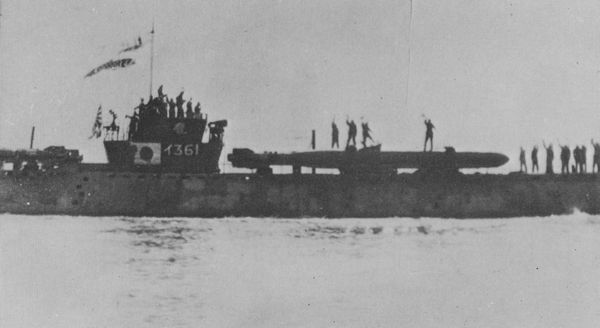
«Кайтэны», установленные на палубе ПЛ I-368. Примерно так они устанавливались на I-58.

Перед атакой I-58 была вынуждена маневрировать, поскольку крейсер несколько изменил курс, находясь в 4 милях от лодки. В 23:26 лодка произвела шеститорпедный залп, выпустив торпеды («типа 95») с интервалом в две секунды; по словам Хасимото, он стрелял с дистанции 1370 м. На лодке наблюдали три взрыва торпед, однако командир сомневался, что ему удалось отправить на дно атакованный корабль, а не просто повредить его. Хасимото вспоминал:
Наблюдая в перископ, я видел несколько вспышек на борту корабля, однако он, казалось, еще не собирался тонуть, поэтому я приготовился дать по нему второй залп. От водителей торпед послышались просьбы: «Поскольку корабль не тонет, пошлите нас!» Противник, конечно, представлял для них легкую цель, даже несмотря на темноту. А что если корабль потонет еще до того, как они достигнут цели? Однажды выпущенные, они уходили уже навсегда, поэтому не хотелось рисковать, жаль было губить их напрасно. Взвесив факты, я решил не выпускать на этот раз человеко-торпеды… Опустив перископ, я приказал вести дальнейшее наблюдение за противником при помощи шумопеленгатора и гидролокатора. Как мы слышали уже после войны, корабль в тот момент находился на грани гибели, но в то время у нас были сомнения на этот счет, так как хотя 3 наших торпеды и попали в цель, они не смогли потопить корабль.
«Индианаполис» перевернулся и пошёл ко дну уже спустя 12 минут после попаданий в точке с примерными координатами 12°02′ с. ш. 134°48′ в. д.. На нём сразу погибли около 300 чел., однако оказавшиеся в воде остальные члены экипажа провели в море почти пять суток и претерпели невероятные страдания. В итоге в живых остались лишь 317 моряков из 1196. Это стало крупнейшей потерей личного состава при гибели одного корабля за всю историю США.
Маквэй оказался в числе спасённых. По возвращении в США он был подвергнут военному суду по обвинению в том, что не применял противолодочный зигзаг и таким образом фактически погубил корабль. Он избежал наказания, но вина с него снята не была и общественное мнение считало его виновником катастрофы; в 1968 году Маквэй застрелился, не вынеся бесчестья. Он был реабилитирован в 2001 году решением Сената. Не последнюю роль в его реабилитации сыграло письмо Хасимото, в то время уже 90-летнего, направленное в 1999 году на имя главы комитета Сената США по вооружённым силам. Бывший командир I-58 утверждал, что положение крейсера во время атаки было таковым, что I-58 в любом случае провела бы успешную атаку вне зависимости от того, применял корабль противолодочное зигзагирование или нет.

#### Продолжение похода I-58
Доложив по радио о потоплении, Хасимото продолжил патрулирование. 1 августа около 15:00 был замечен крупный американский транспорт, шедший без охранения. Лодка увеличила ход до 15 узлов, но догнать цель не удалось.
Утром 9 августа (по другим данным — 10-го) был установлен контакт с конвоем, который японцы оценили как состоявший из 10 транспортов в охранении трёх эсминцев (в действительности, в его составе шёл ещё и эскортный авианосец «Саламоа»). Хасимото атаковал их «Кайтэнами», выпустив три из остававшихся на ПЛ четырёх, механизм четвёртого дал отказ и человекоторпеда не вышла. В 11:43 эскортный эсминец «Джонни Хатчинс» обнаружил перископ одного из «Кайтенов» и потопил человекоторпеду огнём 127-мм орудий. Затем этот корабль уничтожил другой «Кайтэн». Судьба третьего «Кайтэна» неизвестна, однако в любом случае корабли конвоя не пострадали. Хасимото же, в очередной раз ошибочно, приписал себе потопление эсминца.
12 августа на I-58, которая находилась к юго-востоку от Окинавы, снова заметили американские корабли. Это были десантный корабль-док «Оук Хилл», принятый Хасимото за авиатранспорт, и эскортный эсминец «Томас Никел», шедшие от Окинавы к Лейте. В 17:58 ПЛ выпустила свой последний «Кайтэн» с дистанции около 8800 м. Эсминец обнаружил перископ человекоторпеды и атаковал её глубинными бомбами, приняв за обычную ПЛ. Затем «Кайтен» исчез из виду, но вскоре, уже на «Оук Хилл», вновь заметили след идущей торпеды. «Томас Никел» попытался таранить обнаруженную цель и на нём будто бы слышали металлический скрежет под днищем. В 18:42 в 2000 м от эсминца произошёл мощный взрыв: предположительно, пилот «Кайтэна» произвёл самоликвидацию. Хасимото вспоминал, что слышал взрыв через полчаса после атаки, а затем ещё десять. После взрыва в 18:42 он, оценив в перископ результат своих действий, якобы не увидел авиатранспорта, а лишь один эсминец. Это вновь дало ему повод заявлять о потоплении.

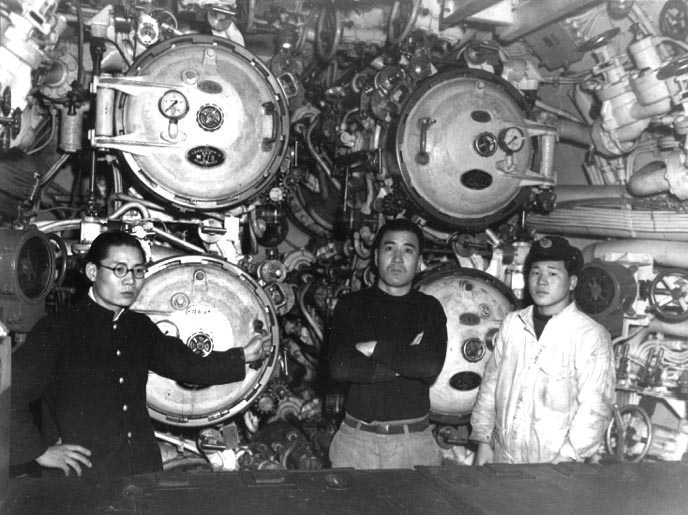
Торпедный отсек I-58. Фотография сделана в январе 1946 года.

### Завершающий период
Вечером 15 августа, когда I-58 уже приближалась к берегам Японии, радист доложил Хасимото, что получил сообщение об объявлении императором о капитуляции. Командир скрыл это от экипажа, опасаясь подорвать дисциплину, хотя сам сомневался в подлинности сообщения. Лодка пришла в Хирао (база «Кайтэнов») 17 августа, где экипажу сообщили о капитуляции. 18 августа она перешла в Курэ.
I-58 была сдана американским оккупационным силам в Курэ 5 сентября 1945 года. В тот же день Хасимото был повышен в звании до капитана третьего ранга. В октябре лодку перевели в Сасэбо, а 30 ноября она была вычеркнута из списков флота.
1 апреля 1946 года I-58 была выведена в море и потоплена артиллерийским огнём корабля-базы ПЛ «Нереус». Перед этим с неё сняли всё оборудование, представлявшее ценность. Корпус I-58 лежит на глубине 100 м в точке с примерными координатами 32°37′ с. ш. 129°17′ в. д..